# Regupol
Die Regupol Germany GmbH & Co. KG (Eigenschreibweise: REGUPOL Germany GmbH & Co. KG, vormals: Regupol BSW GmbH) ist ein mittelständisches, familiengeführtes Kunststoffindustrieunternehmen mit Hauptsitz in Bad Berleburg (Kreis Siegen-Wittgenstein) in Nordrhein-Westfalen. 
Das Unternehmen wurde 1954 als BSW Berleburger Schaumstoffwerk GmbH gegründet und im August 2019 umbenannt nach dem Hauptprodukt des Unternehmens. Am 27. September 2023 hat die Regupol BSW GmbH zur Regupol Germany GmbH & Co. KG umfirmiert.

## Entwicklung
Das Unternehmen hat seinen Schwerpunkt in der Verarbeitung von wiedergewonnenen und aufbereiteten, hochwertigen Kunststoffen. Angeboten werden Sportböden, Fallschutzböden, Antirutschmatten zur Ladungssicherung, Produkte zur Trittschalldämmung und Schwingungsisolierung sowie Schutzlagen für Flachdächer und Solar- und Photovoltaikanlagen. Schon 2006 beschäftigte Regupol weltweit rund 500 Mitarbeiter und erwirtschaftete einen Jahresumsatz von über 100 Millionen Euro. 2020 waren es weltweit mehr als 700 Mitarbeiter. Tochtergesellschaften sind: Regupol America LLC, Regupol Australia Pty. Ltd., Regupol Acoustics Middle East FZE, Regupol Schweiz AG, Regupol Zebra Athletics LLC und BSW Shanghai CO. LTD. Im Jahr 2018 erzielte die Unternehmensgruppe einen Gesamtumsatz von 120 Millionen Euro und recycelte ca. 90 000 Tonnen Elastomere.

## Geschichte
Im Gründungsjahr 1954 entwickelte das Unternehmen eine breite Produktpalette mit Verbundschaumprodukten, und das erste Büro- und Verwaltungsgebäude wurde in Bad Berleburg errichtet. 1968 wurde der Werkstoff Regupol entwickelt, ein elastisches vielseitiges, hochbelastbares Material. Aus diesem Werkstoff gingen weitere Produkte und Produktvarianten hervor. Im Jahr 2000 wurde die erste Tochtergesellschaft in Australien gegründet. In den folgenden Jahren kamen weitere Tochtergesellschaften und Standorte hinzu. Regupol gehörte zu den ersten deutschen Unternehmen, die Wirtschaftsverbindungen zum heutigen Russland aufbauten. 1989 begann das erste Joint Venture für eine Produktion in den USA. 2002 wurde der Werkstoff Regufoam entwickelt.
Das Unternehmen schloss einen Werbevertrag mit Usain Bolt, der im Jahr 2009 bei den Leichtathletik-Weltmeisterschaften im Berliner Olympiastadion auf einer Regupol-Tartanbahn die 100 m mit einer Weltrekordzeit von 9,58 Sekunden lief. Neben dem Einsatz im Burj Khalifa in Dubai verlegte das Unternehmen etwa auch im Olympiastadion Berlin, in der Elbphilharmonie in Hamburg, im Holocaust-Mahnmal in Berlin, im National Stadium in Jamaika und im Shijingshan Cultural Center in China seine Produkte. Aufgrund eines Markenrelaunchs im Jahre 2019 wurde der damalige Unternehmensname „BSW Berleburger Schaumstoffwerk GmbH“ zum heutigen Unternehmensnamen „Regupol BSW GmbH“ geändert.

## Sportstätten mit Regupol-Bahnen (Auswahl)
- Olympiastadion Berlin[6]
- Olympiastadion München
- Steigerwaldstadion
- Ernst-Abbe-Sportfeld[6]
- Stadion der University of the West Indies und des Racers Track Club[9]
- Nationalstadion von Jamaika[10]

## Belege
1. ↑  Rebranding von Schaumstoff-Familienunternehmen stadionwelt-business.de
2. ↑  Der neue Firmenname REGUPOL BSW GmbH regupol.com
3. ↑  Hidden Champions und Stadtentwicklung Seite 34; Bundesinstitut für Bau-, Stadt- und Raumforschung
4. ↑  Hauptabnehmer in der Bau-und Sportindustrie wp.de
5. ↑  BSW Berleburger Schaumstoffwerke GmbH raumausstattung.de
6. 1 2 3  Blaue Laufbahn für Leichtathleten stadionwelt.de
7. ↑  Sprinterlegende Usain Bolt liebt Regupol Tartanbahnen wp.de
8. ↑  Unternehmensgeschichte | REGUPOL BSW GmbH. Abgerufen am 17. März 2021.
9. ↑  Universität bekommt blau-gelbe Kunststofflaufbahn